# Carmen Toaquiza
Carmen Amelia Toaquiza Iza (* 19. Oktober 1995) ist eine ecuadorianische Leichtathletin, die sich auf den Langstreckenlauf spezialisiert hat.

## Sportliche Laufbahn
Erste internationale Erfahrungen sammelte Carmen Toaquiza bei den Marathon-Südamerikameisterschaften 2016 in Montevideo, bei denen sie nach 3:00:35 h den vierten Platz belegte. Ende September gewann sie dann in 4:26,87 min die Bronzemedaille im 1500-Meter-Lauf bei den U23-Südamerikameisterschaften in Lima hinter der Uruguayerin María Pía Fernández und Zulema Arenas aus Peru und auch über 5000 m sicherte sie sich in 16:47,34 min die Bronzemedaille, diesmal hinter der Peruanerin Saida Meneses und Irma Vila aus Bolivien. Bei den Crosslauf-Weltmeisterschaften 2017 in Kampala wurde sie nach 36:11 min 45. und anschließend wurde sie beim Lima-Marathon in 2:40:08 h Zweite und qualifizierte sich damit für die Weltmeisterschaften in London, bei denen sie mit 2:48:45 h auf Rang 61 gelangte. Ende November gewann sie bei den Juegos Bolivarianos in Santa Marta in 16:13,49 min die Silbermedaille im 5000-Meter-Lauf hinter der Kolumbianerin Muriel Coneo und über 10.000 m belegte sie in 34:50,83 min den vierten Platz. 2018 nahm sie an den Südamerikaspielen in Cochabamba teil und gewann dort in 17:16,40 min die Bronzemedaille über 5000 m hinter den Peruanerinnen Saida Meneses und Luz Mery Rojas. Zudem wurde sie in 37:07,35 min Vierte im 10.000-Meter-Lauf. Anschließend belegte sie bei den Ibero-Amerikanischen Meisterschaften in Trujillo in 4:33,05 min den sechsten Platz über 1500 m und erreichte nach 16:49,89 min Rang vier im 5000-Meter-Lauf. 
2019 wurde sie beim Halbmarathon in Elche in 1:16:47 h Zweite und Ende Mai klassierte sie sich bei den Südamerikameisterschaften in Lima mit 16:38,70 min auf dem achten Platz über 5000 m. Über diese Distanz startete sie anschließend bei den Panamerikanischen Spielen ebendort und gelangte dort mit 17:09,77 min auf dem elften Platz. Bei den Marathon-Südamerikameisterschaften 2023 in Kourou siegte sie in 3:08:02 h und 2025 gelangte sie bei den Südamerikameisterschaften in Mar del Plata mit 16:31,73 min auf den elften Platz über 5000 Meter und belegte in 34:36,53 min den siebten Platz über 10.000 Meter.

## Persönliche Bestleistungen
- 1500 Meter: 4:26,87 min, 23. September 2016 in Lima
- Meile: 5:08,72 min, 19. November 2016 in Cuenca
- 3000 Meter: 9:39,33 min, 3. April 2016 in Montevideo
- 5000 Meter: 16:13,49 min, 23. November 2017 in Santa Marta
- 10.000 Meter: 34:36,53 min, 25. April 2025 in Mar del Plata
- 10-km-Straßenlauf: 33:02 min, 16. März 2024 in Laredo
- Marathon: 2:40:08 h, 21. Mai 2017 in Lima